# Toma Birmontienė

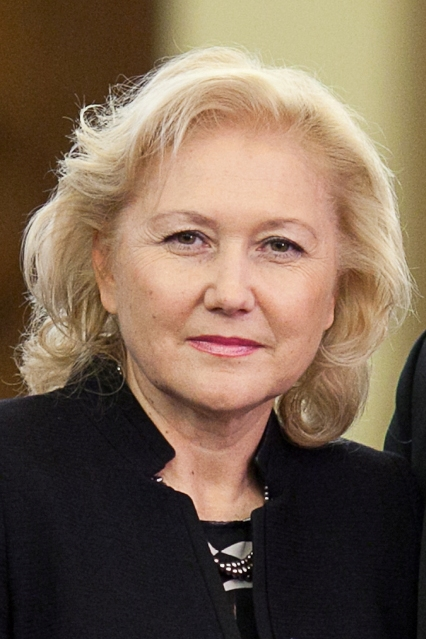
Toma Birmontienė

Toma Birmontienė (* 15. April 1956 in Poltawa) ist eine litauische Juristin, Verfassungsrechtlerin, Professorin, ehemalige Richterin am Verfassungsgericht (2005–2014).

## Leben
1979 absolvierte  Toma Birmontienė das Diplomstudium der Rechtswissenschaft an der Universität Vilnius. 1989 promovierte sie an der Lomonossow-Universität in Moskau zum Thema Schaffung der sowjetischen Miliz in Litauen (lit. Tarybinės milicijos sukūrimas Lietuvoje). 1979–1990 lehrte Toma Birmontienė an der Fakultät Vilnius der Hochschule Minsk am Innenministerium der UdSSR und ab 1990  an der Mykolas-Romer-Universität bzw. deren Vorgängerinstitutionen.
1998–2004 leitete sie den Lehrstuhl für Verfassungsrecht. Birmontienė arbeitete auch als Juristin im Gesundheitsministerium Litauens. Sie war Beraterin des Präsidenten Valdas Adamkus in Sachen Gesundheitspolitik und leitete von 1995 bis 2004 das Litauische Zentrum für Menschenrechte. Vom März 2005 bis zum März 2014 war  sie Richterin am Litauischen Verfassungsgericht.

## Kritische Wahrnehmung in den Medien
Im Zusammenhang mit der Kandidatur von Birmontienė als Verfassungsrichterin wurde ab 2004 ihre Vergangenheit im sowjetischen System kritisch gesichtet. Insbesondere wurde die Aufmerksamkeit auf den einseitig die Position der Sowjetunion und des NKWD in der Auseinandersetzung mit den Waldbrüdern würdigenden Tenor der Dissertation gelenkt.